# 首藤信彦
首藤 信彦（すとう のぶひこ、1945年4月5日 - ）は、日本の政治家、国際政治学者。
政治団体「共和党」物差（党首）。衆議院議員（3期）、東海大学教授を歴任。NGOインターバンド創設者。専門は国際政治経済学、危機管理、予防外交、テロリズム研究。
息子の首藤天信は立憲民主党所属の神奈川県議会議員。

## 来歴
1945年、関東州大連市に生まれる。東京都立戸山高等学校、慶應義塾大学経済学部経済学科卒業。大学では政府税制調査会で有名な加藤寛のゼミに所属。
1969年、伊藤忠商事に入社し、アルジェリアで石油化学プラントの建設に携わった。退職後に慶應義塾大学大学院経済学研究科大学院へ入学。1975年経済学修士号、1979年博士号を取得し、1980年貿易研修センター助教授。
1983年東海大学政治経済学部助教授。1988年東海大学政治経済学部教授。のち東海大学平和戦略国際研究所教授となる。
在外研究は、1981年米国サンダーバード国際経営大学院客員教授、1989年フランス欧州経営大学院客員教授、1989年-1990年米国ジョンズ・ホプキンズ大学ポール・H・ニッツェ高等国際関係大学院および米国メリーランド大学国際安全保障研究センター研究員など。
その間、CNNデイウォッチキャスター、経済企画庁国民生活審議会議員などを務める。
1992年、世界各地の紛争地域の平和構築、民主化の動きを支援するNGOインターバンドを設立した。
1996年、第41回衆議院議員総選挙に旧民主党公認で神奈川7区から出馬したが、自由民主党の鈴木恒夫らに敗れ、落選した。
2000年、第42回衆議院議員総選挙に再度神奈川7区から出馬し、得票数では次点に終わるも重複立候補していた比例南関東ブロックで復活し初当選。
2003年の第43回衆議院議員総選挙では小選挙区で鈴木恒夫を破り、再選。
しかし、2005年の第44回衆議院議員総選挙では小選挙区で鈴木に敗れ、比例復活もならず落選した。
2009年の第45回衆議院議員総選挙では、引退する鈴木恒夫に代わって出馬した自民党の鈴木馨祐を破り、4年ぶりに返り咲いた。
2011年、海賊行為への対処並びに国際テロリズムの防止及び我が国の協力支援活動等に関する特別委員長に就任。
2012年の第46回衆議院議員総選挙では前回下した鈴木馨祐に敗れ、比例復活もならず落選。
2013年11月、「昨年末の衆院選で敗北し野党となった後、民主党は自公政権の補完勢力となっており癒着している。右傾化する与党への協力が顕著で、結党時の精神と歴史的意義を喪失した」として民主党に離党届を提出。神奈川県連幹事長の滝田孝徳は「公認を求めていながら、公認が難しくなると前言を翻して離党するなど、自らの言動を顧みない行動は大変違和感を持つ」と首藤を批判。同年12月、首藤は民主党神奈川県連に離党を認められたが、「言行不一致について猛烈に反省すべき」との意見を付せられた。
2019年秋に鳩山由紀夫元首相と共著を出版。10月25日には鳩山が新たな政治団体「共和党」の結成を目指す考えを表明し、首藤は新党の物差（党首に相当）に就任する見通しであることが報じられた。
2022年6月、共和党は同年7月の第26回参議院議員通常選挙に首藤を神奈川県選挙区から擁立することを発表した。7月10日の投開票の結果、落選。

## 政策・主張

### 外交・安全保障

#### 環太平洋戦略的経済連携協定（TPP）批判
- 民主党内ではいち早く環太平洋戦略的経済連携協定（TPP）への安易な加盟に対して反対を表明している。2011年2月16日、参議院議員会館で行われた集会においてTPP加盟交渉への参加にまつわる過程の不透明さを指摘し、TPP加盟を貿易活発化とその逆作用としての国内農業へのダメージという図式（貿易と国内農業のトレードオフ）のみを用いて理解することは、現在交渉されている内容とは異なる事実の切り詰めであるとし、国外労働力の流入等、多様な論点を等閑視したまま加盟に向けて邁進することは、国益につながらないと主張した[9]。
- 2011年2月24日、岩上安身とのインタビューにおいて、当初チリ・シンガポール・ニュージーランド・ブルネイの4ヶ国でスタートしたTPPは、アメリカが参加することにより、まるで違うものに変化したと主張。現在のTPPの本質は、「参加国国内の制度のアメリカ化」にあり、アメリカ人の国外雇用と国内企業の海外進出を確保するための地ならしであると指摘。TPPは大統領選を見据え、オバマが生き残るため仕掛けた策であるとの見解を示した。また、「TPPは親小沢派が反対していると書かれたりもしているが、私は小沢、反小沢、関係なく、反対している」と述べ、議論を政局に絡めて矮小化せず、政策論議として加盟の是非を論議しなくてはならないと主張した[10]。

#### 中東問題
- 第一次湾岸戦争時、日本は経済協力のみに留め、軍事的な協力は他国に委ねるよう主張したが、田原総一朗から「それは選民思想ではないか」と指摘された。
- 2002年7月26日、衆議院外務委員会で、イスラエル軍によるガザ地区への空爆に抗議するため、イスラエルに対して経済制裁を行うように日本政府に求めた[11]。
- 2003年2月23日、イラク戦争を前にして、民主党のイラク訪問団（石井一団長）としてバグダッドを訪問。ラマダン副大統領らイラク指導者たちと会見し[12]、戦争回避に向けた外交努力を行った[13]。帰国後、米国に追従することにより「今のところ日本は最悪のシナリオに乗っている」と述べ、仏・独・ロが提唱した国連を中心とした国際協調の枠組みでの解決の必要性を訴えた。また、訪問の成果としてイラク政府によるアルサムード2ミサイルの破棄決定を挙げ、「アルサムード2ミサイルは、大量破壊兵器ではありませんが、イラク側のメッセージを伝える上で効果的な兵器であり、武力ではなく国際査察で脅威を取り除く手段を尽くす上での重要なポイントでした」と述べた[14]。ただし、実際にイラク政府との間でミサイル撤去の交渉実務を担当したのは国連監視検証査察委員会(UNMOVIC)である[15]。
- 2004年10月28日、第161回国会の特別委員会において、イラク日本人青年殺害事件に関連して、中東の官民スパイ網が存在するという持論を展開し「日本人なんか通っていけばすぐわかるんですよ。国境で阻止することはできる」と事件の可能性を十分認識していなかったとして、政府の組織としての責任を糾弾した[16]。
- 2010年2月、アムネスティ・インターナショナル日本等のNGOが共催した院内集会において、国連人権理事会による「イスラエルによるガザ攻撃非難、攻撃停止と撤退」「イスラエルによる占領政策の停止」「ガザ地区封鎖の即時解除」「国際人権・人道法の尊重をすべての当事者に要請」「国際人権・人道法違反を調査する独立調査団の設立」の決議を日本が棄権したことについて、「政権交代したものの外務省の中ではブッシュ・小泉時代の政治が続いている」と批判し、「普天間『移設』問題への対応と中東問題への対応は表裏の関係にある」と持論を展開した[17]。

#### イラク日本人外交官射殺事件
- 2003年11月29日、イラク北部のティクリート近郊で日本人外交官2名が何者かに射殺された事件（イラク日本人外交官射殺事件）に関して、2004年1月21日、政府の対応を批判し、真相究明を求める質問主意書を提出した[18]。同1月26日の衆議院予算委員会において、事件発生時の状況から米軍による誤射の可能性を指摘。当時の小泉純一郎首相、川口順子外務大臣らに対し、あらためて真相の徹底した解明を求めた[19]。
- 2004年2月17日の衆議院予算委員会において、車体に残された弾痕に関して、現地で最も使われている銃は「アブトマット・カラシニコフというカラシニコフの四七年制式版の古い古い銃」であり、こうした「リコイルがきつくてぽんぽんぽんぽん飛び上がるような銃では、こんなに撃てない」と指摘。米軍誤射説の有力な証拠とする議論を展開した[20]。ただし、現在、紛争地域で主に使用されているAKMでは銃床の改良、マズルブレーキの追加によって、マズルジャンプは他のアサルトライフルと遜色ないレベルまで改善されているという指摘もある。

#### 北朝鮮問題
- 北朝鮮による日本人拉致問題において対北朝鮮経済制裁に猛反対し、拉致議連や拉致被害者家族会と対立している。
- 2005年6月29日衆議院外務委員会で、日朝間の交渉が全く行き詰っている原因は日本政府の「にせ遺骨断定」であると日本政府を糾弾した。

#### 大韓民国
- 2010年8月19日、日韓併合100年を契機に「植民地支配過程で被害にあった韓国人とその子孫たちに対して日本政府の十分な賠償を促す」ことを目的とした「韓日過去史の解決と未来に向けた平和議員会議」に参加し、韓国の国会議員らとともに日本による韓国併合の違法性、戦後補償と慰安婦問題、在日韓国人の地方参政権問題などの解決方法について議論した[21][22]。議論の結果について「日本が大変な惨禍をもたらしたのは歴史的な事実だ。今も突き付けられたその問題に、どう日韓で協力するかの全体図を考える視点が必要。日韓が共通認識を持つには19世紀から20世紀にかけて起きたことの全体を把握しないと難しい」と総括した[23]。

#### 日本政府への賠償請求支援活動
- 2010年8月19日、日韓併合100年を契機に「植民地支配過程で被害にあった韓国人とその子孫たちに対して日本政府の十分な賠償を促す」ことを目的とした「韓日過去史の解決と未来に向けた平和議員会議」に民主党の斎藤勁衆議院議員・土肥隆一衆議院議員・相原久美子参院議員・今野東参院議員・那谷屋正義参院議員、日本共産党の山下芳生参院議員、社民党の阿部知子衆議院議員、社民党党首の福島瑞穂参議院議員、無所属の糸数慶子参議院議員らと出席し、自民党の加藤紘一衆議院議員の代理人も参加し、韓国の国会議員らとともに日本による韓国併合の違法性、戦後補償と慰安婦問題、在日韓国人の地方参政権問題などの解決方法について議論した[21][22]。韓国側からの菅談話への不十分だと言う要求の結果について首藤は「日本が大変な惨禍をもたらしたのは歴史的な事実だ。今も突き付けられたその問題に、どう日韓で協力するかの全体図を考える視点が必要。日韓が共通認識を持つには19世紀から20世紀にかけて起きたことの全体を把握しないと難しい」と総括した[23]。

### 危機管理・災害対策

#### リスクマネジメント
- 2011年、月刊誌ザ・ファクタ8月号のインタビューにおいて、危機管理の要諦は「事前準備」（Preparedness)にあり「最悪の事態を事前に把握し準備することに尽きる」と主張したうえで、福島第一原子力発電所事故の事故処理に関して、「泥縄、後追い、管理パニックが連鎖」した問題の根幹はこのPreparednessの欠如にあったと分析。「「安全神話」の下で、過酷事故に備えることは自己否定につながるため」、規制官庁と東電の間でのシビアアクシデントに対するリスクマネジメントは全く機能していなかったと指摘した。[24]
- 日本と欧米との危機管理の違いに関して、危機の把握は文化と国民性に根ざしていると述べ、「地震雷火事親父」の例えにあるように日本人が危機を一過性の現象ととらえるのに対し、ユダヤ人のように迫害された民族の系譜をもつ欧米では「備えあれば憂いなし」の意識が徹底されていると主張。日本にはそもそも欧米流のリスクマネジメントは存在してこなかったと指摘した。[24]

#### 危機管理庁の創設
- 2004年5月20日、第159回国会「武力攻撃事態への対処に関する特別委員会」における討論の中で「日本の緊急事態対応は、憲法に代表される基本的な法的システムが平時を前提として構成され、緊急時を想定した法体系にも法文にもなっていないことを認識する必要がある」として、「緊急事態庁や危機管理庁のような横断的な行政権を持つ実務機関をつくると同時に、緊急時対応の知識や経験の蓄積を図らねばならない」と提言した。[25]
- 2011年3月25日、BSフジの報道番組BSフジLIVE プライムニュースにおいて、東北地方太平洋沖地震とそれによる福島第一原子力発電所事故を受けて、あらためて官・民の縦割り構造を超えて危機管理を統合的に扱う政府組織として、危機管理庁創設の必要性を訴えた[26]。

#### 災害援助
- 2003年4月、自身のホームページのBBSにて自衛隊の災害派遣に関連して、「自衛隊の90式戦車は重過ぎるので日本の市街地の道路を走行できない」「災害地の荒れた道では90式戦車は活動できないが，装甲車ならば踏破可能」「（米国のストライカー旅団戦闘団(Stryker Brigade Combat Team: SBCT)[27]を例に挙げ）軽量で小回りの利く装甲車に切り替えるべき」という趣旨の発言を行った。ただし、装軌車(キャタピラを装備している車の事)は装輪車(タイヤを装備している車の事)よりも遥かに踏破性が高く、例に挙げたストライカー旅団戦闘団自体も戦車の代替として導入されたものではない。

#### 無防備都市宣言
- 無防備都市宣言を武力攻撃事態への対処に関する特別委員会において取り上げたことがある[28]。

### 環境･エネルギー
- 2011年6月、「エネルギーシフト勉強会」（エネシフジャパン）を代表し、8名の議員有志とともに官邸を訪れ、菅直人首相に「再生可能エネルギー促進法」の早期成立を求める申し入れを行った[29]。その際、電気事業者による再生可能エネルギー電気の調達に関する特別措置法案として、「全量固定価格買い取り制度」を明確化したうえで、政府の「再生可能エネルギー促進法」を今国会で成立させるよう、国会議員202名の署名で要望書を提出した。

### 文教・科学
- 第174回国会において2月24日の文部科学行政の基本施策に関する会議に際し、各自治体に与えられた文教予算の二割が他の経費として流用されている問題を指摘した上で、川端達夫文部科学大臣（当時）に対して文部科学省の取り組む改善策について質問した。その中でも日本の図書館の問題について深く言及しており、OECD生徒の学習到達度調査（PISA）において常に最高位につくフィンランドにおいて、本のみならず音楽などの様々な情報を得ることのできる斬新な図書館制度の例を引用し、日本における若年層の図書館離れを改善するためにも図書館の革新的な改善が必要であると主張した[30]。
- 第176回国会に際して、民主党の文部科学政策課題・科学技術チームの主査として、報告書のとりまとめを行い、2010年8月18日、文部科学委員会筆頭理事に提出した。その中において、ノーベル賞獲得競争にみられる昨今の自然科学領域における、行き過ぎた成果主義の問題点を指摘。工学・技術への研究投資を偏重するのでなく、社会進化や世界情勢、あるいは思想的な背景に裏打ちされた、総合的な科学研究の必要性を主張した。これに関連し、ドイツにおけるマックス・プランク研究所(Max-Planck-Institut)に範をとり、自然科学と人文・社会科学の両方にまたがる横断的な科学研究機構の設立を提唱。これをマックス・プランク同様、自国の代表的科学者の名を冠し「平賀源内記念研究所」構想とした。また、その中で、領域ごとに分化し研究が進められている現行の科学技術研究に加え、より分野横断的で科学のニッチと多様性を確保するような「超技術」の水準の設定と、これへの研究助成を主張。研究基金としては、受け取り手が現れないまま有効期限を迎えた宝くじの「時効当せん金」の一部活用や、「科学宝くじ」の創設といった私案を提唱した[31]。

### 政治倫理
- 2009年3月、小沢一郎の政治団体陸山会が準大手ゼネコンの西松建設から違法な献金を受け続けていた問題で、東京地検特捜部が小沢の秘書らを逮捕すると、「東京地検特捜部の勇み足であり、国民の民主党への支持は揺らいでいない」「ついこの間まで、買い物袋に入れられた『紙の塊』が議員室で手渡されるというのが常識になっていたはずだ」との見解を示した。なお、2004年の日歯連闇献金事件の発覚をきっかけに、2005年から政治資金団体に関する寄附の出入りについては原則銀行や郵便振込み等で行うことが義務づけられている。
- 2009年10月、中川昭一の死去に際し、「物理的には自然な死でも、状況から見れば不自然という死は政治の世界ではよくある」「政治家の不自然な死は多く『金』の問題と関係があると言っても過言ではないだろう。財務･金融担当という巨大な権力を振り回した者の死は徹底的に原因究明してほしいものだ」と自身のブログに掲載した[32]。

### 江畑謙介死亡時ブログ炎上
2009年10月、江畑謙介の死去に際し、「日本には本当の意味で、軍事専門家などはいない、また出てこないだろう。そのなかで、一応、擬似専門家としての役割を果たしたのが江畑さんだった」「まったく紛争地や実際の戦場に足を運ぶこともなく、兵器という切り口だけで戦争を論じる、日本にしか生まれない特異な軍事評論家だった」と評し、「次第に自民党べったりになってきて、数年まえに会ったときには、自民党のプロパガンダの集会やイベントにも政治家に寄り添って立つようになった」「軍人じゃあるまいし、評論家が皮の防寒服などを着てイベントに並んでいる姿をみて、悲しい思いをした」「かって電話で講演を依頼したとき、ともかく生きていくためには、ひたすら原稿を書かなければならないみたいな理由で断ってきたが、やはり文筆だけでは生活は苦しかったのかもしれない」と自身のブログに掲載した。これに対してはネット上で撤回・謝罪を求める多数の批判的コメントがなされ、ブログのコメント欄が炎上した。
このブログ炎上に関して首藤は、「卑しめているのではなく、この世界の難しさを同情してブログを書きました」と真意を説明する一方で、「この分野に関係ない人が、内容を曲解して書いている」「イラク戦争のときも1日5000件来ましたが、同じような人が同じようなキーワードで書いているのでしょう」と意に介さない旨を述べた。また、軍事評論家の田岡俊次は首藤の江畑評に関して、専門家の立場から、「理科的」な江畑と「社会科的」な首藤のアプローチの違いを指摘し、江畑を擁護する一方、首藤の立場にも理解を示した。
後に首藤はブログにおいて「小生への叱責をされた皆さんは、この分野で研究活動する研究者の苦労はあまりご存知ないと思います。最大の問題は日本の一般大学や研究所で、軍事、戦史、兵器などの専門講座や専任教員のポストを用意しているところはほとんどないことで、『平和学や平和研究があるのに、なぜ戦争論や紛争研究がないのか』と我々も何度も各大学などに呼びかけましたが、なかなか現在でも進展していません」と追記し、江畑の死去に際して行った自身のコメントについて理解を求めた。

## 著書
- 『政治参加で未来を守ろう』岩波書店、2006年08月、ISBN 400500542X
- 『現代のテロリズム』岩波書店、2001年12月、ISBN 4000092561
- 『国際選挙監視とNGO』岩波書店、2000年04月、ISBN 4000092081
- 『海外安全対策―企業と個人のセルフディフェンス』日本経済新聞社、1988年10月、ISBN 4532034566
- 『世界のテロリズムと日本の安全―国際ビジネスマンの危機管理』天山出版、1991年11月、ISBN 4803329176
- 『ディフェンシブ・マネジメント―激変する経営環境と危機管理』東洋経済新報社、1988年02月、ISBN 4492530266
- 『巨大リスク時代の危機管理』講談社、1990年02月、ISBN 4061927612

### 共編著
- 『私たちはなぜTPPに反対するのか』(原中勝征・TPP阻止国民会議)祥伝社、2014年04月、ISBN 4396440219―TPP阻止国民会議事務局長として共編著
- 『次の日本へ　―共和主義宣言―』（鳩山友紀夫）詩想社、2019年9月、ISBN 978-4908170249